# ラシャ・マラグラゼ
ラシャ・マラグラゼ（グルジア語: ლაშა მალაღურაძე、Lasha Malaghuradze、1986年1月2日 - ）は、プレミアリーグ・クラスニヤールに所属するラグビーユニオン選手。

## プロフィール
- ジョージア・トビリシ出身。
- ポジションはスタンドオフ(SO)、センター(CTB)。
- 身長 192cm、体重 95kg
- ジョージア代表キャップは99（2020年4月現在）でラグビーワールドカップ2011・ラグビーワールドカップ2015・ラグビーワールドカップ2019のジョージア代表に選ばれた[1]。

## 略歴
コチェビ、ベジエ、ローヌ、バニェールを経て、2016年、クラスニヤールに加入。 